# Chiesa di Santa Maria Assunta (Orzinuovi)
La chiesa di Santa Maria Assunta è la parrocchiale di Orzinuovi, in provincia e diocesi di Brescia; fa parte della zona pastorale della Bassa Occidentale.

## Storia
Sembra che la primitiva chiesa di Orzinuovi dedicata a Santa Maria Assunta e filiale della pieve di Bigolio fosse stata costruita nel 1191. A partire dal XIII secolo la chiesa di Santa Maria assunse molta più importanza rispetto alla pieve di Bigolio. La chiesa fu riedificata nel 1341 e consacrata il 19 ottobre 1383. Nel XV secolo la parrocchialità fu trasferita presso questa chiesa e l'antica pieve cadde in rovina. Nello stesso periodo la chiesa venne ricostruita. Dalla relazione della visita pastorale del 1580 si apprende che questa chiesa aveva il titolo di arcipresbiterale. L'edificio subì diversi lavori di ristrutturazione nel XVI secolo. L'attuale parrocchiale è frutto di un rifacimento condotto nel XVII secolo. Nel 1775 fu collocato il nuovo altare maggiore e, tra il 1888 ed il 1889, la parrocchiale venne abbellita, ampliata e restaurata. La facciata fu modificata tra il 1914 ed il 1915. Infine, verso la fine del Novecento l'edificio venne completamente ristrutturato. Nel 1989 il vicariato di Orzinuovi, al capo del quale era posta questa chiesa, fu soppresso ed aggregato alla zona pastorale della Bassa Occidentale.